# Edward Hawke, 1. Baron Hawke

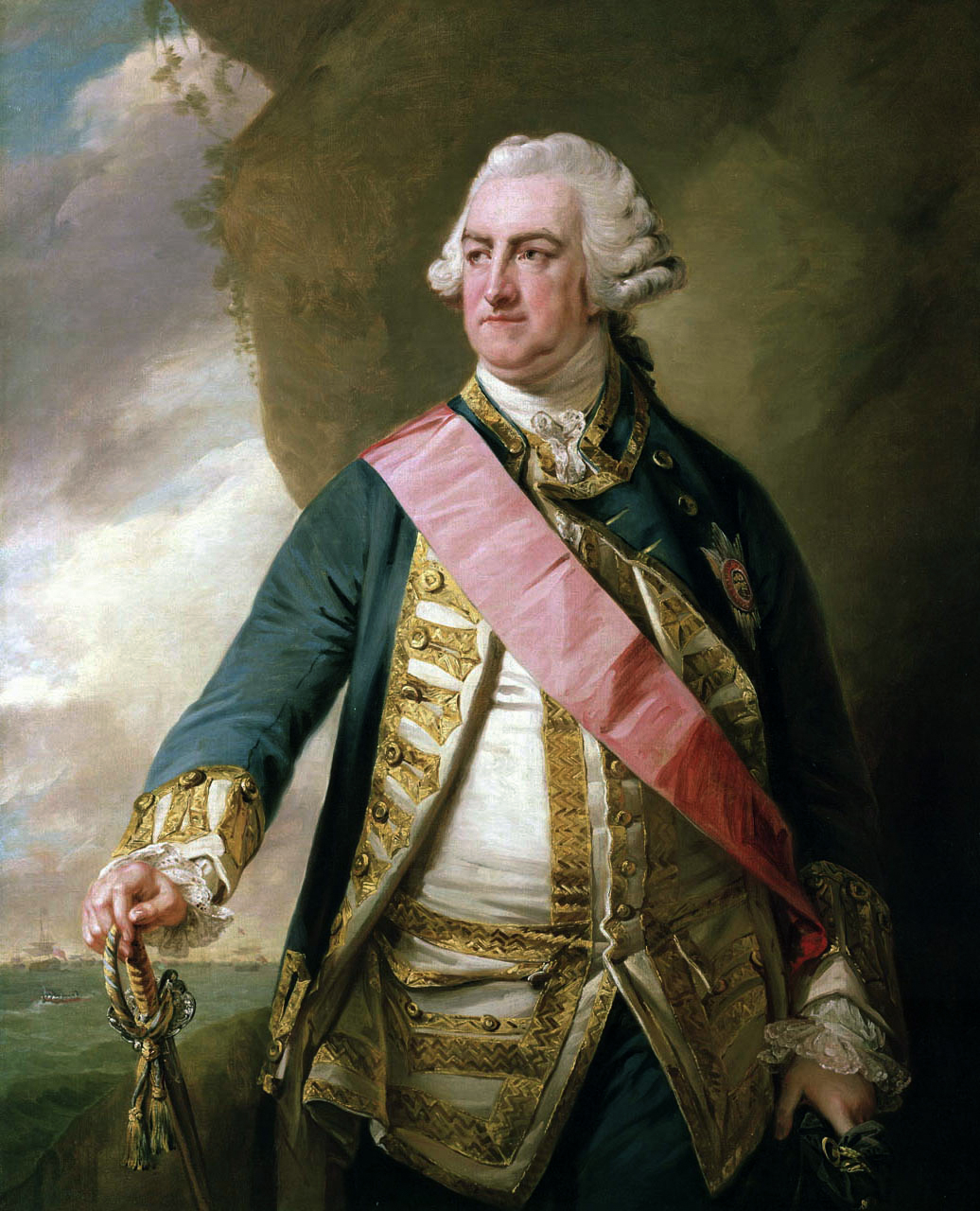
Edward Hawke, 1. Baron Hawke, um 1770 porträtiert

Edward Hawke, 1. Baron Hawke KB PC (* 21. Februar 1705 in London; † 17. Oktober 1781 in Sunbury, Middlesex) war ein britischer Admiral und Politiker, dessen Seesieg in der Bucht von Quiberon 1759 die französischen Pläne für eine Invasion Großbritanniens während des Siebenjährigen Krieges (1756–1763) vereitelte. Zuletzt war er Erster Lord der Admiralität.

## Leben
Hawke stammte aus einer bürgerlichen Familie. Der Vater war Anwalt, der Großvater war Kaufmann. Ein Onkel, Colonel Martin Bladen (1680–1746), war Mitglied des House of Commons. Diesem verdankte Edward später eine gewisse Patronage, die seine Karriere förderte.
Der Anfang seiner Karriere in der britischen Kriegsmarine war wenig spektakulär. Er trat 1719 oder 1720 in die Royal Navy ein und wurde im Juni 1725 zum Lieutenant befördert. Im April 1733 erhielt er den Rang eines Commander und mit der Sloop Wolf sein erstes eigenes Kommando über ein Schiff. Bereits im März 1734 wurde er zum Captain befördert und Kommandant der Fregatte Flamborough. Von 1735 bis 1739 war er unter Halbsold vom Dienst freigestellt und wurde Kommandant des Linienschiffs Portland, das britische Handelsschiffe in die Karibik eskortierte. Im Jahr 1743 kehrte er nach Großbritannien zurück und bekam das Kommando über das Linienschiff Berwick mit 70 Kanonen. Mit diesem segelte er ins Mittelmeer. Er nahm während des Österreichischen Erbfolgekrieges 1744 an der Seeschlacht bei Toulon teil. Er besiegte ein gegnerisches Schiff, verließ die Flottenlinie und nahm ein weiteres spanisches Schiff.

Hawke fand in König Georg II. einen Schutzherrn, der sich weigerte, ihn aus dem aktiven Dienst zu entlassen. Stattdessen wurde er im Juli 1747 zum Rear-Admiral of the White befördert.

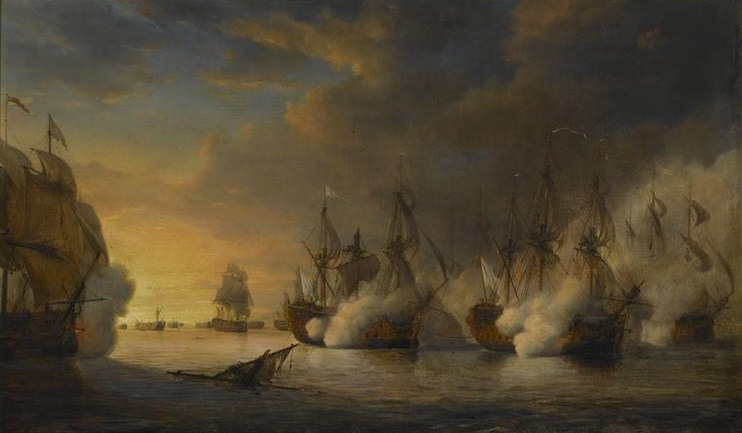
Seeschlacht am Kap Finisterre

In der Zweiten Seeschlacht am Kap Finisterre im Jahr 1747 besiegte er mit seiner wesentlich stärkeren Flotte den französischen Geleitschutz eines großen Konvois. Die gegnerischen Kriegsschiffe wurden größtenteils aufgebracht, wegen eigener schwerer Verluste konnten die Handelsschiffe nicht verfolgt werden. Für diesen Erfolg wurde er als Knight Companion des Bathordens geadelt. Im selben Jahr wurde er erstmals als Abgeordneter für Portsmouth ins britische House of Commons gewählt, er hatte dieses Mandat bis 1776 inne.
Im Mai 1748 wurde Hawke zum Vice-Admiral befördert. Bis zum Beginn des Siebenjährigen Krieges befehligte er die Kanalflotte. Im Jahr 1755 wurde er Kommandeur der Western Fleet. Noch vor Kriegsbeginn wurden im Rahmen des bereits in Amerika ausgetragenen Kolonialkrieges auf seinen Befehl hin, zusammen 300 französische Handelsschiffe aufgebracht. Damit sollte die französische Mobilisierung gestört werden und es war dies auch eine Reaktion auf den Erfolg französischer Freibeuter.
Hawke wurde 1756 Befehlshaber der Mittelmeerflotte. Sein Versuch, Port Mahon auf Menorca zu entsetzen, scheiterte. Allerdings gelang es ihm, das Auslaufen der französischen Flotte aus Toulon zu verhindern. Seit Februar 1757 war er Admiral of the Blue der Kanalflotte und blockierte zunächst zusammen mit George Anson, 1. Baron Anson, und später als Befehlshaber die atlantische Küste Frankreichs. Von ihm stammt das Konzept der dauerhaften Blockade der Küste unabhängig vom jeweiligen Wetter. Dieses Verfahren wurde auch in späteren Kriegen erfolgreich angewandt. Dagegen scheiterte eine Expedition gegen die Hafenstadt Rochefort. Nur die Insel Île-d’Aix konnte eingenommen werden. Am 5. April 1758 besiegte er in der Nähe der Insel ein französisches Geschwader, das Nachschublieferungen für die französische Armee in Kanada schützen sollte. Durch den Sieg wurde der Fall von Louisbourg beschleunigt.

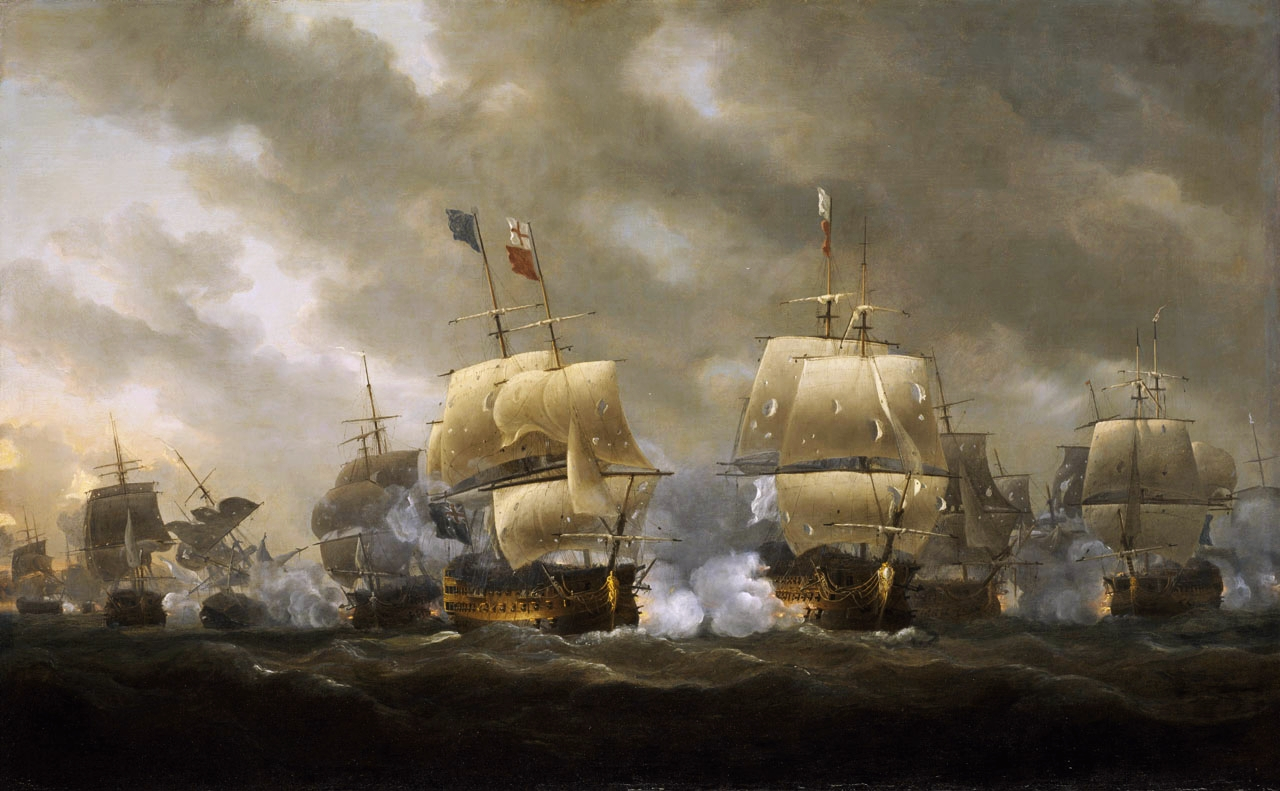
Seeschlacht in der Bucht von Quiberon

Hawke blockierte 1759 mit den ihm unterstellten Schiffen den Hafen von Brest. Die französische Flotte brach aus dem Hafen aus, um eine Invasion in England zu beginnen. Hawke verfolgte und vernichtete die Flotte in einer dreistündigen Schlacht am 20. November in der Bucht von Quiberon. Dadurch verlor die französische Flotte einen großen Teil ihrer Kampfkraft.
Das House of Commons sprach dem Admiral seinen Dank aus und setzte eine Pension von 2000 Pfund aus. Die Regierung dankte ihm nicht. Der Grund war das gespannte Verhältnis Hawkes zu Premierminister William Pitt, 1. Earl of Chatham, und Anson, inzwischen Erster Lord der Admiralität. Danach beteiligte er sich zunächst wieder an der Küstenblockade. Im Oktober 1762 wurde er zum Admiral of the White ernannt. Ein Jahr später erhielt er das Ehrenamt des Rear-Admiral of Great Britain und 1765 das des Vice-Admiral of Great Britain. Hawkes wurde 1768 zum Admiral of the Fleet befördert. Zwischen 1766 und 1771 war er Erster Lord der Admiralität. Damit war er Mitglied der Regierung und Oberkommandierender der Marine.
Im Jahr 1776 wurde er als Baron Hawke, of Towton in the County of York, zum Peer erhoben. Er wurde dadurch Mitglied des House of Lords und schied aus dem House of Commons aus. Hawke starb 1781; seinen Adelstitel erbte sein Sohn Martin.
Nach Hawke wurden verschiedene geographische Punkte benannt. Darunter sind Cape Hawke (New South Wales) sowie Hawke Bay in Neuseeland, eine Hawke Bay in Neufundland.